# Alex Galchenyuk
Alexander „Alex“ Galchenyuk (* 12. Februar 1994 in Milwaukee, Wisconsin) ist ein US-amerikanischer Eishockeyspieler belarussischer Abstammung, der seit Juli 2024 bei Amur Chabarowsk aus der Kontinentalen Hockey-Liga (KHL) unter Vertrag steht. Zuvor war der Center unter anderem fünf Jahre lang für die Canadiens de Montréal aktiv, die ihn im NHL Entry Draft 2012 an dritter Gesamtposition ausgewählt hatten, und spielte bereits zweimal bei den Arizona Coyotes sowie den Pittsburgh Penguins, Minnesota Wild, Ottawa Senators, Toronto Maple Leafs und Colorado Avalanche in der National Hockey League (NHL).

## Karriere
Galchenyuk spielte in der Saison 2009/10 für die Chicago Young Americans in der Juniorenliga Midwest Elite Hockey League (MWEHL). Dabei erzielte er in 38 Spielen 44 Tore und insgesamt 87 Scorerpunkte und war damit Topscorer der MWEHL. Anschließend wurde der Center bei der Priority Selection 2010 der Ontario Hockey League (OHL) an erster Gesamtposition von den Sarnia Sting ausgewählt. Alex Galchenyuk entschied sich für einen sofortigen Einstieg in die kanadische Major-Junior-League und kam in der OHL-Saison 2010/11 in allen 68 Partien der Sting zum Einsatz; dabei gelangen ihm 83 Punkte. Auf Grund dieser Leistung wurde er in das OHL All-Rookie-Team dieser Spielzeit gewählt.
Vor Beginn der Folgesaison zog sich Galchenyuk im September 2011 während eines Saisonvorbereitungsspiels gegen die Windsor Spitfires einen Kreuzbandriss zu. Nach der anschließenden Operation verpasste der Offensivakteur 66 Partien und kehrte erst rund sechs Monate später am 15. März 2012 in den Kader der Sarnia Sting zurück. In den Play-offs dieser Saison schied Galchenyuk mit seiner Mannschaft in der ersten Runde gegen die Saginaw Spirit aus.
Beim NHL Entry Draft 2012 wurde Alex Galchenyuk in der ersten Runde an dritter Gesamtposition von den Canadiens de Montréal ausgewählt. Kurz darauf unterschrieb er einen Einstiegsvertrag über drei Jahre Laufzeit. In der OHL-Saison 2012/13 wurde er zum Spieler des Monats Dezember ausgezeichnet. In diesem Monat gelangen ihm in sieben Spielen 11 Tore und 17 Scorerpunkte. Nach Beendigung des Lockouts zu Beginn der NHL-Saison 2012/13 wurde Galchenyuk in den Kader der Canadiens berufen und debütierte am 19. Januar 2013 gegen die Toronto Maple Leafs in der National Hockey League. Sein erstes Tor gelang ihm eine Partie darauf gegen die Florida Panthers.
Im Laufe der folgenden Jahre etablierte sich Galchenyuk als regelmäßiger Scorer bei den Canadiens und erreichte in der Saison 2015/16 erstmals die Marke von 30 Toren. Nachdem Galchenyuks Entwicklung in den folgenden beiden Spielzeiten stagnierte, trennten sich die Franko-Kanadier Mitte Juni 2018 von dem Stürmer und transferierten ihn im Tausch für Max Domi zu den Arizona Coyotes. In Arizona war Galchenyuk nur eine Saison aktiv, in der er mit dem Team die Playoffs verpasste und anschließend im Juni 2019 samt Nachwuchs-Verteidiger Pierre-Olivier Joseph an die Pittsburgh Penguins abgegeben wurde. Im Gegenzug erhielten die Coyotes Phil Kessel, Dane Birks und ein Viertrunden-Wahlrecht im NHL Entry Draft 2021.
Bei den Penguins war Galchenyuk bis Februar 2020 aktiv, als er samt Calen Addison und einem konditionalen Erstrunden-Wahlrecht für den NHL Entry Draft 2020 an die Minnesota Wild abgegeben wurde, die im Gegenzug Jason Zucker nach Pittsburgh transferierten. Das Draft-Wahlrecht sollte sich automatisch um ein Jahr nach hinten verschieben, sollten die Penguins in der Saison 2019/20 die Playoffs verpassen. Letztlich erhielten die Wild das Wahlrecht für den Draft 2021, da sich die Regularien der Playoffs 2020, in denen die Penguins in der Qualifizierungsrunde ausschieden, aufgrund der COVID-19-Pandemie deutlich änderten. Für Galchenyuk bedeutete dies derweil den dritten Transfer in den letzten knapp eineinhalb Jahren. In der Folge beendete er die Saison 2019/20 in Minnesota, erhielt jedoch keinen weiterführenden Vertrag, sodass er sich im Oktober 2020 als Free Agent den Ottawa Senators anschloss. Dort bestritt er nur acht Partien, ehe er im Februar 2021 samt Cédric Paquette zu den Carolina Hurricanes transferiert wurde, die im Gegenzug Ryan Dzingel an die Senators abgaben. Bereits zwei Tage später und ohne ein Spiel für die Hurricanes absolviert zu haben, wurde er zu den Toronto Maple Leafs weiter transferiert. Im Gegenzug erhielt Carolina Jegor Korschkow und David Warsofsky. Die Maple Leafs schickten ihn in der Folge erstmals in die American Hockey League (AHL) zu ihrem Farmteam, den Toronto Marlies. Nach der Spielzeit kehrte Galchenyuk im Oktober 2021 zu den Arizona Coyotes zurück und erhielt dort über die Spielzeit 2021/22 hinaus keinen neuen Vertrag.
Der Stürmer nahm daraufhin auf Einladung der Colorado Avalanche an deren Trainingscamp in Vorbereitung auf die Saison 2022/23 teil. Aufgrund einer Verletzung erhielt er jedoch keinen Vertrag bei den Avs, sondern nach seiner Genesung im November 2022 einen AHL-Vertrag bei deren Kooperationspartner Colorado Eagles. Dort erreichte er in sieben Einsätzen ebenso viele Scorerpunkte, woraufhin er von der Colorado Avalanche einen Einjahresvertrag bis zum Ende der Spielzeit erhielt. Wenige Tage vor Erfüllung dessen wurde er Ende Juni 2023 an die Nashville Predators abgegeben, während Ryan Johansen nach Colorado wechselte. Dort erhielt er jedoch keinen neuen Vertrag, sodass er im Juli 2023 als Free Agent ein drittes Mal zu den Arizona Coyotes zurückkehrte. Bereits nach zwölf Tagen jedoch wurde das Arbeitsverhältnis seitens der Coyotes wieder aufgelöst, ehe wenig später bekannt wurde, dass der US-Amerikaner am 9. Juli 2023 aufgrund mehrerer Vorwürfe (u. a. Unfallflucht, Widerstand gegen Vollstreckungsbeamte) in Scottsdale verhaftet worden war. Wenige Tage später gab Galchenyuk bekannt, dass er sich in das gemeinsame Spielerhilfsprogramm der NHL und National Hockey League Players’ Association (NHLPA) begibt. Ende August 2023 gab schließlich der SKA Sankt Petersburg aus der Kontinentalen Hockey-Liga (KHL) die Verpflichtung des Spielers bekannt. Er berbrachte dort die Saison 2023/24 und wechselte danach zum Ligakonkurrenten Amur Chabarowsk.

### International
Alex Galchenyuk vertrat sein Heimatland mit der US-amerikanischen Nationalmannschaft erstmals beim Ivan Hlinka Memorial Tournament 2011, bevor er 2013 an der U20-Junioren-Weltmeisterschaft teilnahm. Bei dem Turnier erzielte der Stürmer in sieben Spielen acht Scorerpunkte und gewann mit seinem Team nach einem Finalerfolg gegen die schwedische Auswahl die Goldmedaille. Im gleichen Spieljahr wurde er zudem für die Herren-Weltmeisterschaft 2013 in Stockholm und Helsinki nominiert und gewann mit der Nationalauswahl die Bronzemedaille.

## Erfolge und Auszeichnungen
- 2010 Topscorer der Midwest Elite Hockey League
- 2010 Jack Ferguson Award
- 2011 OHL First All-Rookie Team
- 2012 OHL-Spieler des Monats Dezember

### International
- 2013 Goldmedaille bei der U20-Junioren-Weltmeisterschaft
- 2013 Bronzemedaille bei der Weltmeisterschaft

## Karrierestatistik

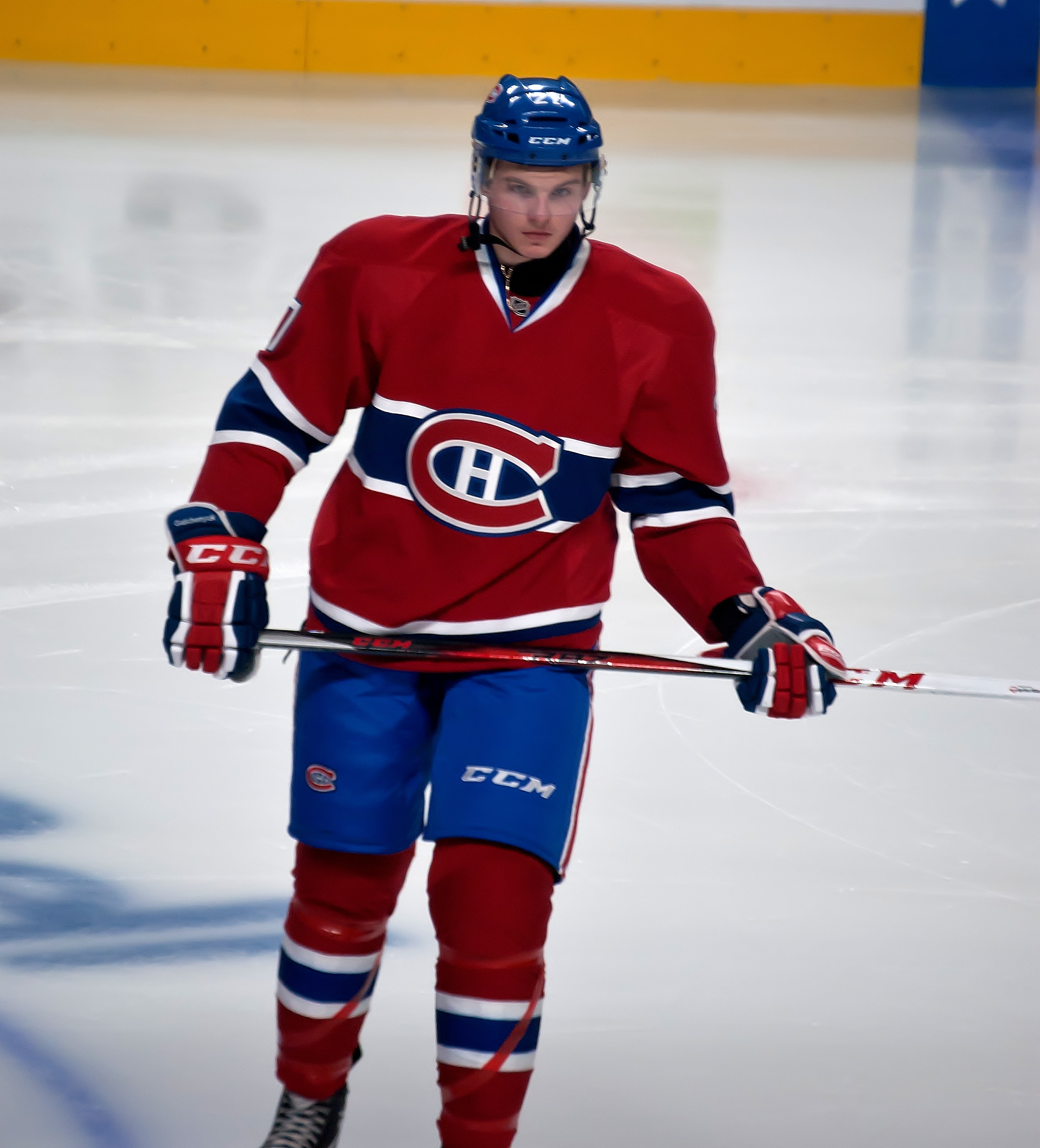
Galchenyuk im Trikot der Canadiens de Montréal (2013)

Stand: Ende der Saison 2023/24

### International
Vertrat die USA bei:
- Ivan Hlinka Memorial Tournament 2011
- U20-Junioren-Weltmeisterschaft 2013
- Weltmeisterschaft 2013
- Weltmeisterschaft 2022

(Legende zur Spielerstatistik: Sp oder GP = absolvierte Spiele; T oder G = erzielte Tore; V oder A = erzielte Assists; Pkt oder Pts = erzielte Scorerpunkte; SM oder PIM = erhaltene Strafminuten; +/− = Plus/Minus-Bilanz; PP = erzielte Überzahltore; SH = erzielte Unterzahltore; GW = erzielte Siegtore; 1 Play-downs/Relegation; Kursiv: Statistik nicht vollständig)

## Familie
Alex Galchenyuk wurde 1994 in Milwaukee im US-Bundesstaat Wisconsin geboren. Sein Vater Aljaksandr Haltschenjuk war zu dieser Zeit für die Milwaukee Admirals aus der International Hockey League als Spieler aktiv. Als Nationalspieler vertrat Haltschnejuk die belarussische Mannschaft unter anderem bei den Olympischen Winterspielen 1998. Alex Galchenyuk wuchs in den USA auf, wohnte zeitweise aber auch in Deutschland, der Schweiz, Italien und Russland. Er spricht neben Englisch auch Russisch und Italienisch. Der US-Amerikaner besaß zeitweise die russische Staatsbürgerschaft, legte diese aber vor dem NHL Entry Draft 2012 ab.